# 中国人民解放军陆军合成第四师
合成第四师（英語：4th Combined Arms Division），又称“天山雄师”，是中国人民解放军新疆军区下辖的一个合成师，驻新疆维吾尔自治区库车市。

## 历史概述
該師前身为1945年11月成立的吕梁军区独立第四旅，历经改革后为现有编制。
第4师及其前身部队在抗日战争时期，参加了百团大战等重要战役战斗，解放战争时期参加了陕北三战三捷、沙家店、运城、宜川、西府陇东、荔北、扶眉等重要战役战斗。1949年10月进军新疆。1960年参加西藏阿里地区平叛。1962年参加中印边境自卫还击战。1963年3月，国防部授予第10团工兵连战士罗光燮、第11团第9连战士王忠殿“战斗英雄”称号。1985年9月至1986年10月，师侦察连编入第5侦察大队参加老山地区防御作战。
1988年，摩步第十一、摩步第十二团经兰州军区党委确认为红军团。
2020年，全师进行整编，由摩步师调整为合成师。是中国人民解放军陆军自2017年深化国防和军队改革以来保留的四个师级机动作战单位之一，也是和合成第十一师一样，在1949年2月全军统一番号前就已经建立，且数字番号从未改变的师级单位。

## 沿革
参考来源：
| 部隊番號                     | 使用時期             |
| ---------------------------- | -------------------- |
| 吕梁军区独立第四旅           | 1945年11月-1947年8月 |
| 西北野战军第二纵队独立第四旅 | 1947年8月-1949年2月  |
| 中国人民解放军第四師         | 1949年2月-1960年1月  |
| 陆军第四師                   | 1960年2月-1985年11月 |
| 摩托化步兵第四師             | 1985年11月-2020年5月 |
| 合成第四師                   | 2020年5月至今        |

## 被授予荣誉称号的单位
- 紅軍團：第四師第十一團。
- 紅軍團：前第四師第十二團，八路军三八六旅第七七一团。